# 立川浦々
立川 浦々（たちかわ うらうら）は、日本のライトノベル作家である。

## 概要
幼少期から読書が好きで、中学生の頃にはライトノベルを何百冊も読んでいた。自身の矜持が影響した結果、10年以上ライトノベルを読まない空白期間ができたものの、その後、面白い小説が書けそうだという確信を得たことから、2017年の冬頃に『公務員、中田忍の悪徳』の前身となるウェブ小説を書き始めた。第15回小学館ライトノベル大賞で太刀川主名義で投稿した『公務員、中田忍の悪徳』で優秀賞を受賞し、同作でデビューした。第2の故郷として「炭焼きレストランさわやか」がある静岡県を、第3の故郷としてアニメ『ゾンビランドサガ』の舞台である佐賀県を挙げている。

## 作品一覧
- 『公務員、中田忍の悪徳』（イラスト: 楝蛙、小学館〈ガガガ文庫〉、全8巻）
  1. 2021年9月17日発売[3]、ISBN 978-4-09-453029-2
  2. 2021年12月17日発売[4]、ISBN 978-4-09-453044-5
  3. 2022年4月19日発売[5]、ISBN 978-4-09-453063-6
  4. 2022年8月18日発売[6]、ISBN 978-4-09-453044-5
  5. 2022年12月20日発売[7]、ISBN 978-4-09-453101-5
  6. 2023年5月18日発売[8]、ISBN 978-4-09-453123-7
  7. 2023年10月18日発売[9]、ISBN 978-4-09-453151-0
  8. 2024年3月18日発売[10]、ISBN 978-4-09-453176-3